# Rosalind Russell
Catherine Rosalind Russell (4. června 1907 Waterbury – 28. listopadu 1976 Beverly Hills) byla americká herečka, modelka, komička, scenáristka a zpěvačka.

## Kariéra
Proslavila se rolí reportérky Hildy Johnsonové v komedii Howarda Hawkse Jeho dívka Pátek (1940) po boku Caryho Granta, a také rolí Mame Dennisové v divadelní adaptaci hry Auntie Mame a její filmové adaptace z roku 1958 a Rose ve filmu Gypsy (1962). Získala řadu ocenění, včetně pěti Zlatých glóbů a ceny Tony, kromě toho byla nominována na čtyři Oscary a cenu BAFTA.
Kromě komediálních rolí byla známá i jako herečka vážných rolí, často bohatých, důstojných a stylových žen. Jako jedna z mála hereček své doby ztvárňovala ženy v profesionálních rolích, jako jsou soudkyně, reportérky a psychiatričky. Její kariéra trvala od 30. do 70. let 20. století a tuto dlouhověkost přičítala tomu, že ačkoli měla mnoho známých rolí, nikdy se nestala sexsymbolem.
V roce 1973 byla vyznamenána Humanitární cenou Jeana Hersholta a v roce 1975 cenou Screen Actors Guild za celoživotní dílo.

## Osobní život
V říjnu 1941 se provdala za dánsko-amerického producenta Fredericka Brissona, syna herce Carla Brissona. Manželství páru vydrželo až do její smrti. V roce 1943 se jim narodilo jedno dítě, syn Carl Lance Brisson.
Byla registrovaným republikánem a podporovala prezidentskou kampaň Richarda Nixona v roce 1960. Celý život byla katolík a členkou několika náboženských spolků.

## Smrt
Zemřela 28. listopadu 1976 na rakovinu prsu ve věku 69 let. Pohřbena je na hřbitově Holy Cross Cemetery v Culver City v Kalifornii. Má hvězdu na Hollywoodském chodníku slávy.

## Filmografie (výběr)
- Jeho dívka Pátek (1940)
- Sister Kenny (1946)
- Piknik u cesty (1955)
- Auntie Mame (1958)
- Gypsy (1962)